# ジェイムズ・オーレン
ジェイムズ・オーレンは、コンピュータゲームのゲームデザイナー。2018年にパブリッシング会社Arcanum Worldsを立ち上げる前は、22年間勤めたバイオウェアのシニア・クリエイティブ・ディレクターだった。2019年、オーレンはウィザーズ・オブ・ザ・コースト傘下の新たな社内開発スタジオArchetype Entertainmentのリーダーとなり、同社の新たな知的財産とコンピュータゲームを開発することになった。

## 経歴
オーレンは少年時代からTRPGのダンジョンズ&ドラゴンズ(D&D)に親しんでおり、ダンジョンマスター(DM)もこなしていた、後にコミックショップの経営者となるが、同時にD&Dのキャンペーンをいくつも行った。彼のキャンペーンは大人気で、キャンセル待ちができるほどだった。バイオウェアの創業者レイ・ミュジカとグレッグ・ゼスチャックは、オーレンのD&Dのスキルを買って同社にスカウトした。バイオウェアの初期の仕事には『Shattered Steel』のテストがあり、その後バイオウェアの名を知らしめたRPG『Baldur's Gate』(『BG1』)のリード・デザイナーとなった。『BG1』の成功の結果、オーレンは同社のデザイン・ディレクターとなった。その後も『Baldur's Gate II: Shadows of Amn』(『BG2』)や『Neverwinter Nights』など、バイオウェアのD&D作品のリード・デザイナーを務めた。その後、『Star Wars: Knights of the Old Republic』（『SW:KotOR』）と『Dragon Age: Origins』でもデザインを担当した。
『BG1』の発売後のある日、オーレンはInterplayのプロデューサー、ダーモット・クラークから「バルダーズ・ゲートのキャラは、『FF7』のキャラほど深みがない」と言われ、実際『FF7』をプレイすると「なんてことだ、これに比べれば自分のキャラなどダンボールの切り抜きのようだ」と感じた。この体験が、『BG2』のキャラ造形により深みを持たせる事につながったという。オーレンはスクウェアのRPG手法は嫌っていたが、『クロノ・クロス』にインスパイアされた『SW:KotOR』など、その後も影響は受け続けていた。
2006年、オーレンはテキサス州オースティンに移り、ゴードン・ウォルトンとリッチ・ヴォーゲルと共にバイオウェアの新スタジオを設立した。そのスタジオはMMORPGゲーム『Star Wars: The Old Republic』の制作を担当した。
2018年、オーレンは22年間勤めたバイオウェアを退職し、自身の出版社であるArcanum Worldsを立ち上げた。同社が最初に制作したのは『Odyssey of the Dragonlords』である
。
ウィザーズ・オブ・ザ・コースト(WotC)は、新しい知的財産（IP）を開発するため、2019年4月にオースティンを拠点とする新スタジオを設立すると発表し、そのリーダーにオーレンを抜擢した。オーレンは「このオファーは見逃すには惜しいものであり、これは90年代や00年代初期の古き良き時代のように、私にとって個人的なプロジェクトに取り組む機会に他ならない。」と語っている。2020年1月までに、WotCはスタジオの名称を「Archetype Entertainment」とし、同じく元バイオウェアのチャド・ロバートソンが副社長兼ゼネラルマネージャーに就任したことを明らかにした。その一月後、同じくバイオウェアの元メンバーであるドリュー・カーピシンが、リード・ライターとして同社に加わった。Arcanum Worldsについては、同社で開発したIPは使用しないとしながらも、会社自体は継続された。

## 関係作品

### リード・デザイナー/クリエイティヴ・ディレクター
- Baldur's Gate (1998)[13]
- Baldur's Gate: Tales of the Sword Coast (1999)[13]
- Baldur's Gate II: Shadows of Amn (2000)[13]
- Neverwinter Nights (2002)[13]
- Star Wars: Knights of the Old Republic (2003)[13]
- Dragon Age: Origins (2009)[14]
- Star Wars: The Old Republic (2011)[15]

### その他
- Shattered Steel (1996)[3]
- ジェイド エンパイア 〜翡翠の帝国〜 (2005)[16]
- Mass Effect (2007)[16]
- Anthem (2019)[17]
- Shadow Realms (開発中止)[18]